# Božo Kobe
Božo (Božidar) Kobe, slovenski pravnik, pedagog in komunist, * 12. maj 1913, Golnik, Kranjska, Avstro-Ogrska, † 18. april 1951, Dabravine, LR Bosna in Hercegovina, FLRJ. 
Prof. dr. Kobe je pred drugo svetovno vojno diplomiral iz prava in se leta 1941 kot član Komunistične partije Slovenije priključil NOB. V partizanih je bil inštruktor oddelka za sodstvo, od marca 1944 pa javni tožilec pri Višjem vojaškem sodišču 9. korpusa NOVJ.
Božidar Kobe je bil med letoma 1946 in 1949 predavatelj prometnega prava na Pravni fakulteti v Ljubljani, nato pa je bil 20. februarja 1949 odstranjen z mesta docenta kot informbirojevec. Oblasti so ga obtožile simpatiziranja s Sovjetsko zvezo in ga aretirale. Leta 1951 je bil ubit v času prestajanja zaporne kazni na Golem otoku.  